# NWA Florida Television Championship
L'NWA Florida Television Championship è stato un titolo della federazione Championship Wrestling from Florida (CWF), un lerritorio della National Wrestling Alliance.

## Storia
Tracce di questo titolo risalgono al 1956 quando a Tampa Ray Stevens sconfisse Harry Smith per diventarne il primo campione e oltre al lungo periodo in cui fu disputato nella CWF ed all'abbandono nel 1987, questo titolo ebbe un rispolvero nell'agosto 2004 quando ad Orlando Tommy Marr sconfisse Rouge.

## Albo d'oro
Le righe incomplete e contrassegnate con [...] significano un'interruzione nella linea temporale ed il succedersi delle vittorie dei match tra il soprastante ed il sottostante campione elencato. 

Le righe con lo sfondo verde indicano un grande spazio temporale tra i due match da essa suddivisi.
| Lottatore           | Regni | Data              | Luogo          | Note |
| ------------------- | ----- | ----------------- | -------------- | --- |
| Ray Stevens         | 1     | 21 novembre 1965  | Tampa          | Sconfisse Harry Smith per diventarne il primo campione.                                                                     |
|                     |       |                   |                | |
| Tarzan Tyler        | 1     | 29 ottobre 1970   | Tampa          | Sconfisse Jack Brisco nella finale di un torneo.                                                                            |
| Jack Brisco         | 1     | 27 novembre 1970  | Tampa          | |
| Tarzan Tyler        | 2     | 10 gennaio 1971   | Tampa          | |
| Vacante             |       | Marzo 1971        |                | Tyler venne sospeso. |
| Terry Funk          | 1     | 18 marzo 1971     | Tampa          | Sconfisse Buddy Austin nella finale di un torneo lottando come Masked Texan. A fine match si tolse la maschera e si rivelò. |
| Jack Brisco         | 2     | 20 aprile 1971    | Tampa          | |
| Ole Anderson        | 1     | 16 dicembre 1971  | Tampa          | |
| Bob Roop            | 1     | 23 dicembre 1971  | Tampa          | |
| Bobby Shane         | 1     | 4 gennaio 1972    | Tampa          | |
| Vacante             |       | 2 marzo 1972      |                | Shane si rifiutò di lottare in TV.                                                                                          |
| Paul Jones          | 1     | 18 aprile 1972    | Tampa          | Sconfisse Johnny Walker nella finale di un torneo.                                                                          |
| Vacante             |       | Settembre 1972    |                | Jones tentò di estinguere il titolo ma venne fermato da Jack Brisco.                                                        |
| Tim Woods           | 1     | 28 settembre 1972 | Tampa          | Sconfisse Jack Brisco nella finale di un torneo.                                                                            |
| Bobby Shane         | 2     | 19 ottobre 1972   | Tampa          | |
| Jack Brisco         | 4     | Giugno 1973       | Tampa          | |
| Gorgeous George Jr. | 1     | 4 giugno 1973     | Orlando        | |
| Jack Brisco         | 4     | Giugno 1973       |                | |
| Buddy Colt          | 4     | 30 giugno 1973    | St. Petersburg | |
| Paul Jones          | 2     | 17 luglio 1973    | Tampa          | |
| Great Mephisto      | 1     | 16 agosto 1973    | Jacksonville   | |
| Bill Dromo          | 1     | 23 ottobre 1973   | Tampa          | |
| Dick Slater         | 1     | 6 novembre 1973   | Tampa          | |
| Mike Graham         | 1     | 27 novembre 1973  | Tampa          | Slater non si presentò al match.                                                                                            |
| James J. Dillon     | 1     | 18 marzo 1975     | Tampa          | |
| Rocky Johnson       | 1     | 31 luglio 1975    | Jacksonville   | |
| Missouri Mauler     | 1     | 20 gennaio 1976   | Tampa          | |
| Tommy Seigler       | 1     | 19 ottobre 1976   | Tampa          | |
| The Assassin        | 1     | 9 novembre 1976   | Tampa          | |
| Mike Graham         | 2     | 27 novembre 1976  | Tampa          | |
| Pat Patterson       | 1     | 20 maggio 1977    | Tallahassee    | |
| Pedro Morales       | 1     | 24 agosto 1977    | Tampa          | |
| Dick Slater         | 2     | Aprile 1978       |                | |
| Jerry Brisco        | 1     | 27 aprile 1978    |                | |
| Bobby Duncum        | 1     | 30 agosto 1978    | Miami          | |
| Dusty Rhodes        | 1     | 1978              |                | |
| Bugsy McGraw        | 1     | Settembre 1978    | Tampa          | |
| [...]               |       |                   |                | |
| Dusty Rhodes        | 2     | Gennaio 1979      | Florida        | |
| [...]               |       |                   |                | |
| Bugsy McGraw        | 2     | 11 settembre 1979 | Tampa          | |
| Steve Keirn         | 1     | 3 marzo 1980      | W. Palm Beach  | |
| Masa Saito          | 1     | 6 maggio 1980     | Tampa          | |
| Barry Windham       | 1     | 26 luglio 1980    | St. Petersburg | |
| Braon Von Raschke   | 1     | 21 novembre 1980  | Hollywood      | |
| Manny Fernandez     | 2     | 27 marzo 1981     |                | |
| Don Muraco          | 1     | 1º maggio 1981    | Orlando        | |
| El Gran Apollo      | 1     | 25 maggio 1981    | Tampa          | |
| Dory Funk, Jr.      | 1     | 7 settembre 1981  | Tampa          | |
| Tommy Gilbert       | 1     | 11 settembre 1981 | Sarasota       | |
| Eddie Mansfield     | 1     | 4 ottobre 1981    |                | |
| Wahoo McDaniel      | 1     | 2 dicembre 1981   | Miami Beach    | |
| Vacante             |       | 1981              |                | |
| Eric Embry          | 1     | 26 dicembre 1981  | St. Petersburg | Vincendo un torneo. |
| Ray Stevens         | 2     | 16 gennaio 1982   | St. Petersburg | |
| Sweet Brown Sugar   | 1     | Aprile 1982       |                | |
| David Von Erich     | 1     | 24 aprile 1982    |                | |
| Dory Funk, Jr.      | 2     | 1982              |                | |
| Tommy Gilbert       | 2     | 1982              |                | |
| [...]               |       |                   |                | |
| Eddie Mansfield     | 2     | 26 settembre 1982 |                | Sconfisse Tommy Wright |
| [...]               |       |                   |                | |
| Vacante             |       | 1982              |                | Titolo reso inattivo. |
| Lex Luger           | 1     | 12 marzo 1986     | Tampa          | Sconfisse Jerry Grey nella finale di un torneo.                                                                             |
| Titolo ritirato     |       | Febbraio 1987     |                | Titolo ritirato. |
|                     |       |                   |                | |
| Tommy Marr          | 1     | 24 agosto 2004    |                | Sconfisse Rouge. |